# 岩井潤一
岩井 潤一（いわい じゅんいち、1956年1月28日 - ）は、東京都出身の俳優、スーツアクター。

## 人物
演技者集団I&T主催。かつては大野剣友会に所属していた。
旧芸名は赤坂 順一。
血液型はA型。

## 出演作品

### テレビドラマ
- Gメン'75 第130話「一卵性双生児殺人事件」（1977年、TBS）
- 仮面ライダーシリーズ（MBS）
  - 仮面ライダー (スカイライダー)（1979年 - 1980年） - ドクバチジン、コブランジン、作業員（第15話）、ムササベーダー弟、ライダーマン
  - 仮面ライダースーパー1（1980年 - 1981年） - 仮面ライダースーパー1（代役）、ドグマファイター
- ウルトラマン80（1980年、TBS） - ウルトラマン80（第1 - 8・27・28話）、怪獣（第18話）
- 噂の刑事トミーとマツ（TBS）
  - 第1シリーズ 第38話「久美子! 恋の三角レースだよン」（1980年）
  - 第2シリーズ 第16話「トミマツまっ青! おとこ女が出たァ」（1982年）
- あまえないでョ! 第9話「来たぞ! 恐怖のヤッちゃん」（1987年、フジテレビ）
- 月曜ドラマスペシャル→月曜名作劇場（TBS）
  - 演歌・唱太郎の人情事件日誌 第2作（1997年）
  - 駅弁刑事・神保徳之助 第11作（2017年）
- ボイスラッガー 第7話「危うしスーパーヒーロー! 吠える大捜査線」（1999年、テレビ東京） - 刑事
- ギルティ 悪魔と契約した女（2010年、フジテレビ）
- ドラマチック・サンデー / パーフェクト・リポート（2010年、フジテレビ）
- 木曜ドラマ / 告発〜国選弁護人 第1話・第2話（2011年、テレビ朝日）
- 金曜ナイトドラマ / 俺の空 刑事編（2011年、テレビ朝日） - 龍星会組員
- 獣電戦隊キョウリュウジャー ブレイブ3「あれるぜ! ざんげきのブレイブ」（2013年、テレビ朝日）
- 武蔵忍法伝 忍者烈風（2015年 - 2023年、TOKYO MX2） - 風岩盾螢 / 忍者雷
- 妖ばなし 第4話（2017年、TOKYO MX2） - 泥田夢成 / 泥田坊
- 鎧勇騎 月兎 第二十話（2019年、TOKYO MX2） - 師範 岩井

### テレビ番組
- ひらけ!ポンキッキ（フジテレビ） - ムック
- ワールド極限ミステリー（2022年9月14日、TBS）

### 映画
- 仮面ライダーシリーズ（東映）
  - 仮面ライダー 8人ライダーVS銀河王（1980年） - 仮面ライダーストロンガー
  - 劇場版 仮面ライダーディケイド オールライダー対大ショッカー（2009年） - ライダーマン
  - オーズ・電王・オールライダー レッツゴー仮面ライダー（2011年）
  - 仮面ライダー×スーパー戦隊 スーパーヒーロー大戦（2012年）
  - 仮面ライダー×仮面ライダー ウィザード&フォーゼ MOVIE大戦アルティメイタム（2012年）
  - 仮面ライダー×スーパー戦隊×宇宙刑事 スーパーヒーロー大戦Z（2013年）
  - 劇場版 仮面ライダーウィザード in Magic Land（2013年）
  - 平成ライダー対昭和ライダー 仮面ライダー大戦 feat.スーパー戦隊（2014年）
  - スーパーヒーロー大戦GP 仮面ライダー3号（2015年）
  - セイバー+ゼンカイジャー スーパーヒーロー戦記（2021年）
- ぼくたちと駐在さんの700日戦争（2008年、ギャガ） - スタント
- クライマーズ・ハイ（2008年、ギャガ）
- スーパー戦隊シリーズ（東映）
  - ゴーカイジャー ゴセイジャー スーパー戦隊199ヒーロー大決戦（2011年）
  - 特命戦隊ゴーバスターズVS海賊戦隊ゴーカイジャー THE MOVIE（2013年）

### オリジナルビデオ
- 帰ってきた特命戦隊ゴーバスターズVS動物戦隊ゴーバスターズ（2013年、東映ビデオ）

### その他
- 我王伝（2018年） - 擬闘